# Laura Branigan (album)
Laura Branigan è il sesto ed eponimo album in studio della cantante statunitense Laura Branigan, pubblicato nel 1990.

## Tracce
1. Moonlight on Water (Andy Goldmark, Steve Kipner) – 4:39
2. Bad Attitude (Paul Bliss, Kipner) – 4:00
3. Never in a Million Years (Van Stephenson, Dave Robbins, Bob Farrell) – 4:08
4. Smoke Screen (Kipner, Cliff Magness) – 4:06
5. Let Me In (David Matkosky, Paul Gordon) – 5:18
6. Turn the Beat Around (Gerald Jackson, Peter Jackson) – 4:22
7. Unison (Bruce Roberts, Goldmark) – 4:40
8. No Promise, No Guarantee (Bonnie Karlyle, Pat Robinson) – 5:00
9. Reverse Psychology (Kipner, Clif Magness) – 3:33
10. The Best Was Yet to Come (Bryan Adams, Jim Vallance) – 3:21